# 바그다드 공방전 (1157년)
바그다드 공방전(Siege of Baghdad, 1157년)은 셀주크 왕조가 마지막으로 바그다드를 점령하려고 시도한 것이다. 칼리프 알묵타피는 하마단의 셀주크 술탄 무함마드와 모술의 쿠틉 앗딘에 맞서서 성공적으로 그의 수도를 지켜냈다.

## 전투 배경
10세기에 이르면 압바스 칼리프조는 대부분의 지역에서의 통치권을 잃는다. 대부분의 지방 관리들은 자기 자신들의 왕조-툴룬조, 이흐쉬드조, 함단조 등 그 외 다수의 왕조들-를 세웠고, 압바스조의 칼리프가 무슬림 세계의 상징적인 우두머리임을 인정하였으나, 제국 중앙 권력의 통제를 거부했다. 1055년, 압바스조 칼리프 알카임의 요청을 받은 투그룰이 바그다드를 부와이흐조로부터 빼앗았지만, 셀주크인들 역시 칼리프를 존중하는 척만 하고 칼리프가 세속의 통치에 참여하는 것을 막았다.

## 공성전
무함마드는 30000명의 군대를 이끌고 바그다드를 향해 진군했고, 그의 동맹인 쿠틉 앗딘은 모술에서 출발하여 이라크에 존재하는 칼리프의 영지를 점령해나갔다. 1157년 1월 12일, 무함마드는 바그다드의 서쪽 방벽에 닿았다. 그에 대한 대응으로 칼리프는 알힐라와 와짓에 주둔 중이던 자신의 군대를 수도로 불러들였다. 2월이 되자 칼리프는 티그리스 강 서쪽의 바그다드를 방어하는 것이 불가능하다는 것을 깨닫고, 서안부의 도시와 동안의 도시로 가는 다리들을 모두 파괴한 뒤 도시의 동쪽으로 거처를 옮겼다. 무함마드는 쉽게 폐허가 된 도시의 서부를 손에 넣고 자신의 야영지를 세웠다. 그러는 동안 칼리프는 도시의 동쪽 지구를 요새화했다. 다수의 쇠뇌와 노포를 도시의 방벽에 건설한 할리파는 바그다드의 백성들을 징집해 그들에게 방어구와 무기를 내리고 칼리프, 예언자의 후계자이자 신도들의 왕자에 충성하지 않는 불충한 자들을 향한 적개심을 불어넣었다. 그는 자신의 총리 아운 앗딘 이븐 후바이라에게 부상당한 모든 병사들에게 5 디나르씩 줄 것을 명령했다.
3월 4일, 술탄 무함마드와 그의 동맹인 자인 앗딘(쿠틉 앗딘의 총리)은 바그다드의 동쪽 지구에 포격을 가한 뒤에 공격한다. 바그다드의 군대는 이 공격을 바그다드의 민간인들의 용기와 나프툰의 도움을 받아 격퇴했다.

## 공방전의 끝
3월 29일, 다리를 복구하는데 성공한 셀주크인들은 동쪽 지구로의 공격을 재개하나, 칼리프의 군대와 민병대, 나프툰들과의 접전 끝에 쇠뇌를 잃고 후퇴한다. 셀주크인들은 대형 망치를 이용해 성문을 부수려고 하였으나 성벽의 쇠뇌에 망치를 잃는다. 양측 모두 별 소득없는 소규모 접전을 거듭했다. 6월 29일, 술탄 무함마드는 이미 만들어 놓은 사다리를 이용해 성벽을 기어 오를것을 계획하나, 화재로 사다리를 모두 소실한다. 그러는 사이 누르 앗딘 마흐무드는 자신의 형제가 할리파의 영토를 공격하는 것을 비난하며, 형제에게 셀주크조 사이의 동맹을 파기할 것을 요구했다. 자인 앗딘은 공성전을 포기하고 모술로 돌아갔다.
무함마드 역시 자신의 영지인 하마단이 형제 말리크 샤에 점령당했다는 소식을 들었기에 퇴각을 진지하게 고려하고 있었다. 공성전을 계속하는 것이 손해라고 생각한 술탄은 바그다드에서 철수해 자신의 왕좌를 지키기 위한 싸움에 복귀했다. 1157년 6월 13일, 그렇게 바그다드 공성전은 끝이 났다.